# Royaume lombard
Pour les articles homonymes, voir Royaume d'Italie et Lombard.
 (août 2025).
568–774
Entités précédentes :
- Empire romain d'Orient

Entités suivantes :
- Empire carolingien
- Royaume lombard :
- Duché de Bénévent
- Duché de Spolète

Le royaume lombard succède, pendant l'époque tardive des « invasions barbares », à la Préfecture, devenue exarchat romain de Ravenne, qui elle-même avait mis fin au royaume ostrogoth d'Italie. Au cours de l'Antiquité, la Lombardie actuelle est sous domination étrusque avant d'être occupée par des peuples Celtes (IVe siècle av. J.-C.), puis par les Romains (IIIe siècle av. J.-C.). Elle est intégrée à l'Italie romaine avec l'ensemble de la Gaule cisalpine au Ier siècle av. J.-C.. Une fois l'Empire romain renversé, à la fin du Ve siècle, elle passe sous la domination des Ostrogoths (royaume ostrogoth d'Italie ayant pour capitale Ravenne), puis des Byzantins et finalement des Lombards (royaume d'Italie).
Les territoires conquis par les Lombards ne se limitent pas seulement à l'actuelle Lombardie. Les Lombards agrandissent leur domination sur des vastes régions de l'Italie, du nord au sud, sans toutefois jamais parvenir à une conquête totale de la péninsule, qu'ils doivent partager avec les Romains d'Orient. Alduin puis Alboïn fondent ce potentat. L'avenir du royaume se joue en 752 sous le règne d'Aistolf lorsque le pape Étienne II introduit les Carolingiens pour régler une crise lorsque les Lombards cherchent à atteindre la suprématie dans la péninsule.
Vingt ans après, ils ont perdu le combat : Charlemagne met fin au royaume en 774 par une invasion suivie d'une dévolution du pouvoir. Cette terre devenue la Lombardie devient une possession du Saint-Empire romain germanique en 952.

## Histoire

### Mise en place
La région d'Italie actuellement nommée Lombardie, où se situe la ville de Milan, conserve par son nom le souvenir du royaume lombard en Italie. Entre autres témoignages, la toponymie de la Lombardie centrale atteste la présence de ces envahisseurs germaniques à travers des noms de lieux contenant la racine germanique -fara- ou formés avec le suffixe -engo (du germanique ing(o) : fils, descendant) (dont Marengo, célèbre pour sa bataille). Quant à la langue lombarde, elle fut certainement parlée jusqu'au début du VIIIe siècle au moins ; puis elle disparut totalement au IXe siècle.
Quand, venant de Norique et de Pannonie (actuelles Autriche orientale et Hongrie), les Lombards entrent en Italie, ils n'ont jamais connu l'autorité impériale. La plupart sont encore, probablement, des païens, quoiqu'un certain nombre d'entre eux soit touché par le christianisme arien. Leur foi, leurs déprédations et le choc culturel que cause leur venue dans le monde romain du Bas-Empire, constituent un puissant frein à leur intégration dans la péninsule. Malgré la proximité de Rome et d'une papauté toujours plus influente, le royaume des Lombards demeure le dernier royaume « hérétique » d'Europe occidentale, même si l'arianisme est également bien présent sur les terres d'Hispanie, dans le royaume wisigoth fidèle au christianisme nicéen.
Ce sont les rois Authari (élu en 584) et surtout Agilulf qui installent véritablement le « royaume lombard » en Italie. Surtout dans le nord de la péninsule, les ducs gastaldii (mot germanique signifiant « hôtes », « serviteurs ») et les colonies militaires arimannii (mot germanique signifiant « hommes libres », « guerriers ») fournissent le premier cadre, politique et militaire, du royaume. Ce cadre, essentiellement rural, constitue la structure dans laquelle vivent des paysans italiens romans coloni, désormais liés à la terre.
Le royaume lombard d'Italie connait sa plus large étendue sous les règnes des rois Agilulf (591-615), Rothari (636-652), Grimoald (662-671) et surtout Liutprand (712–744), le plus grand des rois lombards, qui amène le royaume à son apogée même si sa tentative d'unir l'Italie sous son autorité échoue face à l’Italie byzantine.
À la fin de la rapide conquête franque (774) et avec la suppression des duchés de Toscane (Tuscie), de Spolète et de Cividale (Duché du Frioul) en 776, un seul duché lombard résiste plus ou moins en Italie méridionale : le duché de Bénévent qui se considère comme l'héritier du royaume lombard et qui s'élève en principauté. Relativement proche de l'Empire romain d'Orient sur le plan culturel (par l'intermédiaire du duché de Naples), il demeure indépendant jusqu'à la conquête normande au XIe siècle, bien qu'il ait été brièvement soumis par les Francs à partir de 787.

Royaume lombard (gris) sous Alboïn (568-572) et l'Italie byzantine (orange).
Royaume lombard sous Agilulf (591-616).
Royaume lombard sous Rothari (636-652).
Royaume lombard sous Liutprand (712-744).

### Société italienne à l'époque lombarde
Après la restauration de la royauté, les Lombards massacrent les « Romains puissants » (la noblesse). La classe sénatoriale, qui avait conservé son pouvoir sous Odoacre, les Goths et les Byzantins, est laminée. L'efficace administration romaine, préservée autrefois par Théodoric, est anéantie. On ne sait pas si les Romains sont réduits en esclavage ou s’ils conservent leur liberté personnelle. La situation semble varier selon les conditions d’arrivée des envahisseurs. De toute façon, le pouvoir politique leur échappe au profit des guerriers lombards et leurs familles. Les terres d’État (fisc) et celles des dirigeants romains sont confisquées. Les petits propriétaires doivent verser des droits correspondant au tiers des produits de la terre. Peu à peu, ils s’appauvrissent. À la différence des peuples germaniques avant eux tels les Burgondes et les Wisigoths, les Lombards ne partagent pas leurs terres avec les autochtones. L’Italie de la fin du VIe siècle est dépeuplée par la guerre et la maladie, la famine et les inondations, et la peste fait son apparition au début du VIIe siècle avec son lot de victimes. Les habitations rurales de la plaine sont repoussées vers les collines et les montagnes, les champs et les systèmes d’irrigation sont laissés à l’abandon.
Les rois ariens du début du VIIe siècle mettent en place le second cadre, administratif et juridique, du royaume : l'administration de la cour royale à Pavie, capitale lombarde à partir de 626, supplantant Milan, Monza et Vérone. Il faut attendre le roi Arioald pour qu'une administration inspirée de la bureaucratie byzantine fonctionne dans la capitale lombarde. Le roi Agilulf, arien, se convertit au chalcédonisme vers 607. La conversion progressive des Lombards au chalcédonisme favorise leur fusion avec les Romains durant le VIIe siècle jusqu’au début du VIIIe siècle. L'action des papes, de la reine Théodelinde, qui entretient des relations épistolaires avec le pape Grégoire, et celle de Byzance qui envoie des missions de moines d'Orient en Lombardie, active le processus. En 643, le roi Rothari fait écrire la loi de son peuple par un édit en latin (l'édit de Rothari), les Leges langobardorum qui coexistèrent avec la loi romaine dans un royaume coupé en deux : Les Lombards, détenant le pouvoir politique et militaire, et les « Italiens » faisant fonctionner l'Église et l'administration.
Au début du VIIIe siècle, la société est entièrement chrétienne, organisée autour des évêchés et des paroisses, au cœur de la vie spirituelle et sociale. On y retrouve[style à revoir] les racines antiques de l'Italie des « petites patries ». Les noms deviennent indifféremment lombards ou romains, les mariages mixtes sont autorisés, les Lombards adoptent la langue et les coutumes vestimentaires romaines. Notamment à travers les lois de Ratchis (746) et d'Aistolf (ou Aistulf) (755), l'influence du droit romain grandit à la cour de Pavie ce qui peut nous prouver une certaine romanisation des Lombards, de la noblesse et de la cour royale du moins. L’économie agricole repose au VIIIe siècle sur la grande propriété terrienne en voie de développement, aux mains de l’aristocratie, des monastères et des églises épiscopales. Les villes conservent un rôle économique et commercial de premier plan, ce qui infirme toute hypothèse d’autarcie des grands domaines. L’aristocratie, solidement implantée sur des bases régionales et municipales, dotée de terres et du monopole des charges publiques, domine, menaçant même le pouvoir royal. Les hommes libres conservent un rôle politique : ils servent dans l’armée et assistent le souverain dans ses fonctions judiciaires et administratives. Des assemblées se tiennent à Pavie au printemps. Le service militaire concerne tous les hommes libres, sans distinction ethnique. Les plus riches servent à cheval avec un équipement complet, les plus pauvres se contentent d’un arc et servent à pied. Ceux qui ne peuvent pas s’équiper effectuent des corvées en remplacement. Ils peuvent parfois tomber dans un état de dépendance quasi servile, annonçant la société féodale.

## Géostratégie régionale
Un conflit entre trois pouvoirs caractérise l'histoire du royaume lombard en Italie : le pouvoir de Rome, siège apostolique ; le pouvoir byzantin, reliquat de la tentative de reconquête de l'Occident entreprise par le général Bélisaire sous le règne de Justinien et le pouvoir des rois lombards. Aussi, la situation politique de la péninsule ne fut jamais réellement stable sous ces derniers.

### Hégémonie lombarde sur l'Italie
Contre l'Empire romain d'Orient, les Lombards emportent d'abord les possessions méridionales qui deviennent les duchés de Spolète et de Bénévent en 570 et 571. Après une timide tentative de reconquête impériale menée en 590, les Lombards prennent ensuite Gênes (sous Rothari, en 650). L’exarchat de Ravenne (enclave romaine constituée autour de la dernière capitale de l'Empire d'occident, communément appelé Romania) continue cependant d'échapper à leur contrôle jusqu'en 751 et ce, en dépit de plusieurs tentatives de leur part. Quant à la Vénétie et à Naples, elles restent également romaines et échappent au joug lombard.
Aux VIIe et VIIIe siècles, les relations des Lombards avec l'Église romaine et, durant une période plus courte, avec l'aristocratie romaine, sont quant à elles détestables. Rome, d'abord officiellement rattachée à l'exarchat de Ravenne relevant de l'Empire romain d'Orient, voit le pouvoir temporel du pape se substituer progressivement à celui de l'exarque représentant l'empereur romain, tandis que la primauté du siège apostolique romain s'affirme de plus en plus sur les autres évêchés de la péninsule.
Agilulf est le premier souverain lombard à se convertir à l'orthodoxie nicéenne, non sans entraîner de vives résistances au sein de son peuple. Ses successeurs, en effet, reviennent vite à l'arianisme et le roi Rothari confisque les biens romains de son royaume. Le roi Aripert (653–661) se convertit à son tour au christianisme nicéen mais en se rattachant au patriarcat d'Aquilée lié au patriarcat œcuménique et qui refuse l'autorité papale sur le Frioul. Le roi Perctarith est finalement celui qui installe l'autorité de la papauté dans son royaume, sans pour autant que les relations politiques lombardes avec Rome s'améliorent durablement. En 698, un rapprochement a pourtant lieu sous le règne du roi Cunipert : un concile met fin au différend entre Rome et Aquilée, et les biens de Rome sont restitués. Liutprand, dans son rêve de gouverner toute la péninsule italienne, met plus tard à profit les divergences entre Rome, restée orthodoxe, et Constantinople, alors devenue iconoclaste, pour tenter de s'approprier Ravenne.

### Réaction pontificale
Finalement, contre des Lombards de plus en plus pressants et menaçants, Rome se tourne vers les Francs, d'abord sans succès avec le pape Grégoire III, en 739–740. Cependant, le successeur de ce dernier, Zacharie, décide d'appuyer la famille carolingienne lorsque cette dernière usurpe la royauté au dernier roi franc mérovingien, Childéric III : cet événement majeur fait basculer les relations entre Lombards et Francs. Après la prise de Ravenne par les Lombards (751), en effet, Aistolf tente de prendre Rome. Le pape Étienne II effectue alors un voyage en Gaule en 754 pour demander l'aide de Pépin le Bref, nouveau roi des Francs. Le roi accomplit alors deux brèves expéditions contre Astolf, en 754 et en 756, plaçant ainsi Rome et la papauté sous sa protection. Il est probable que le roi franc a évité de trop affaiblir les Lombards afin de les conserver comme alliés éventuels.
Pépin hésite avant d’attaquer le royaume des Lombards. L’Italie lombarde est devenue une grande puissance économique. Elle alimente, par les cols des Alpes, toute l’Europe du Nord-Ouest en produits de luxe orientaux. Elle connaît un renouveau artistique (fresques de Castelseprio, sculptures du tempietto de Cividale) et intellectuel (lettrés laïcs issus des écoles monastiques). Son armée, constituée de tous les hommes libres, y compris les marchands des villes, est puissante. Lutter contre un tel royaume est pour les Francs un changement fondamental de politique, le passage d’une vision nordique et franque à une conception européenne, multinationale et quasi-impériale.

### Intégré aux Carolingiens
Le dernier roi des Lombards est Desiderius, ou Didier, qui règne jusqu'en mars 774. Ce souverain au tempérament indécis tente de contrebalancer l'influence franque en se rapprochant du duché de Bavière. En 772, Charlemagne répond à l'appel à l'aide du pape Adrien Ier, menacé par Didier, et intervient en Italie au printemps 773. Il prend Pavie en mars 774 après un siège difficile mais une conquête rapide et sans résistance notable, mettant ainsi fin au règne de Didier et à la domination lombarde sur l'Italie. Le manque de cohésion entre les différents ducs lombards est l'une des principales causes de leurs trois défaites face aux Francs.
Le jeune souverain carolingien, compte tenu de l'importance stratégique de l'Italie pour l'Église, prend néanmoins à cette occasion le titre de « roi des Lombards », plaçant ainsi la péninsule sous son contrôle direct. Il prélève également une partie du royaume des Lombards pour le siège apostolique, acte qui est à l'origine de la création des États pontificaux et qui existèrent jusqu'au milieu du XIXe siècle. Ainsi, le Franc honore la promesse de protéger Rome comme l'avait fait son père à l'évêque de Rome.
C'est dans ce contexte que le Lombard Paul Diacre (Warnefried de son vrai nom) peut participer à la renaissance carolingienne et que l'influence du monastère de Bobbio gagne le royaume des Francs.
Quant aux Lombards, ils conservent leurs lois nationales et s'accommodent tant bien que mal du pouvoir carolingien. Le nom de « Langobardorum » pour désigner l'ancien royaume lombard reste en vigueur jusqu'en l'an 817, date à laquelle on proteste pour que la péninsule retrouve son nom d'« Italie » pour devenir le « royaume d'Italie » (Regnum Italicum).

## Archéologie
La plus grande nécropole lombarde d'Italie, riche de 760 tombes, est découverte en 2009 à Sant'Albano Stura, dans le Piémont.
D'autres nécropoles importantes furent découvertes à Testona (Moncalieri), dans le Piémont, à Fontanelle (Montichiari), en Lombardie, à Castel Trosino (Ascoli Piceno), dans les Marches, à Nocera Umbra, en Ombrie, et dans les environs de Cividale del Friuli, dans le Frioul.